# SATB
SATB là từ viết tắt từ chữ đầu của soprano, alto, tenor và bass, tức những giọng hát mà dàn hợp xướng cần có khi muốn biểu diễn một tác phẩm âm nhạc nhất định. Đối tượng biểu diễn các tác phẩm viết cho SATB có thể là hợp xướng đông người gồm cả nam lẫn nữ, hoặc một hợp xướng gồm toàn nam giới trưởng thành và chưa trưởng thành, hoặc một bộ tứ tạo thành từ bốn nghệ sĩ đơn.
Khi xem xét âm nhạc thời sơ khai - đặc biệt âm nhạc thời Phục hưng - thì không nên hiểu các thuật ngữ soprano, alto, tenor và bass theo cách hiểu hiện đại mang tính rạch ròi giọng nào ứng với phần hát nào. Đó là vì đa phần thanh nhạc dành cho bốn giọng thời kỳ này có quãng giọng nam hẹp hơn, xét trên toàn thể. Cần để ý việc dịch giọng một cách phù hợp dựa trên bộ khóa.
Trong khí nhạc, SATB có thể chỉ bốn loại nhạc cụ cùng một bộ, chẳng hạn saxophone (soprano, alto, tenor và baritone) hoặc recorder.